# Ángel Rodríguez Bachiller
Pour les articles homonymes, voir Ángel Rodríguez et Bachiller.
Ángel Rodríguez Bachiller (1901-1983) est un philosophe et théologien espagnol. 

## Biographie
Après avoir commencé ses études supérieures au séminaire de Madrid, il entre dans l'ordre dominicain en octobre 1920. Il est ordonné prêtre le 11 juillet 1926. Il soutient des thèses de doctorat en philosophie et théologie à l'université de Manille au cours d'un séjour aux Philippines de 1929 à 1933, date à laquelle il retourne en Espagne. Pendant son séjour aux Philippines, il s'intéresse à la figure de José Rizal, aux enjeux sociaux et politiques dans ce pays, et au marxisme. Des désaccords avec ses supérieurs le conduisent à quitter l'ordre dominicain à l'été 1935. 
Il commence des études de droit. Pendant la Guerre civile espagnole, il combat dans le camp républicain ; il est fait prisonnier en juillet 1938 sur le front de Badajoz. Condamné à vingt ans de prison en 1940, il est finalement libéré le 9 mai 1943. En 1945, il épouse (dans le rite protestant, n'étant pas encore réduit à l'état laïc par l'Église catholique) la poétesse Matilde Pérez Martínez, dite Matuka Peris. 
Jusqu'au milieu des années 1960, empêché d'enseigner à l'université du fait de son engagement dans le camp républicain, il travaille comme professeur particulier. Il publie plusieurs ouvrages et écrit un grand nombre d'articles historiques, littéraires, politiques et philosophiques. 

## Œuvres
- (es) Estados unidos y el futuro de los pueblos (Diálogo filosófico-jurídico), Madrid, EVictoriano Suárez, 1949.
- (es) Teoría de la Sintuición (Diálogo filosófico), Madrid, Dossat, 1955.
- (es) Rizal ante la Historia, Madrid, Orden de los Caballeros de Rizal, 1955.
- (es) Existe Dios? ¿Existe el más allá? (Diálogos filosóficos), Madrid, Pueyo, 1956.
- (es) El ente, Dios y el existencialismo, Madrid, Pueyo, 1959.
- (es) Averroes. Ibn Rochd (1126-1198), en el pensamiento contemporáneo, Madrid, Casa Hispano-Árabe, 1968.
- (es) El Islam en Filipinas, Madrid, Casa Hispano-Árabe, 1968.
- (es) Influencia de la filosofía árabe en el Pugio de Raimundo Martí, Madrid, Casa Hispano-Árabe, 1969.
- (es) Filosofía de «El collar de la paloma» de Ibn Hazm, Madrid, Casa Hispano-Árabe, 1969.